# Iteaceae
Iteaceae es una familia de plantas fanerógamas del orden Saxifragales con 2 géneros. Se encuentra en el este de Norteamérica y el este de África y Asia.

## Géneros
- Choristylis
- Itea